# Wrak fenickiego statku na Gozo
Wrak fenickiego statku u wybrzeży Gozo – wrak fenickiego statku handlowego z VII wieku p.n.e., leżący na głębokości 110 metrów. Wrak został odkryty w 2007 roku przez zespół francuskich naukowców podczas sonarowych badań u wybrzeży maltańskiej wyspy Gozo. Badania archeologiczne tego wraku to pierwsze morskie badania archeologiczne, w których badany jest wrak statku leżący na głębokości przekraczającej 100 m.

## Tło historyczne

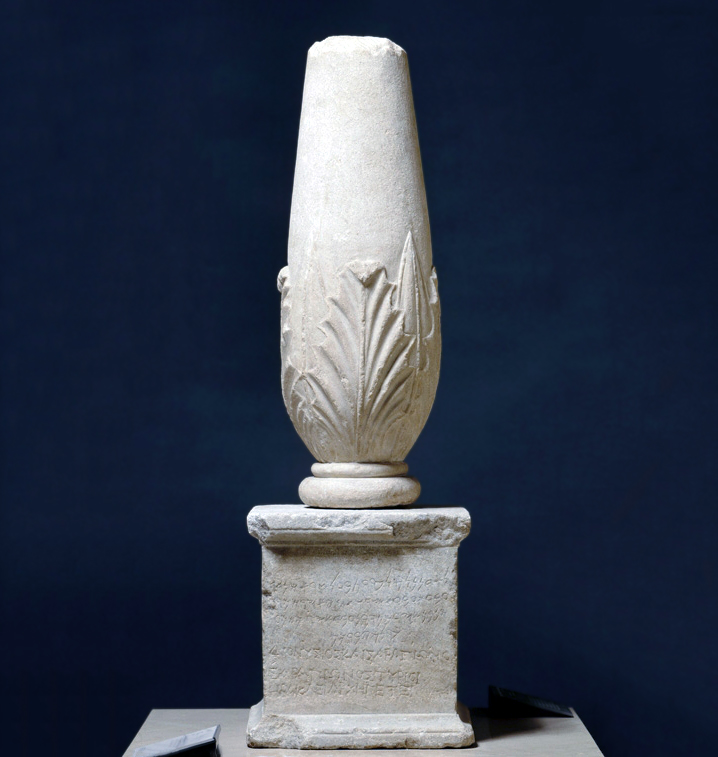
Jeden z dwóch Cippi Melkarta, które pozwoliły Jean-Jacques’owi Barthélemy odczytać język fenicki.

Fenicjanie, talassokratyczni ludzie znani z handlu i budowy statków, od dawna byli obecni na maltańskich wyspach i wpływali na ich historię. Od połowy drugiego tysiąclecia przed naszą erą Fenicjanie zajmowali się transportem morskim ze swoich miast na stałym lądzie na wybrzeżu współczesnego Libanu; ich dalekosiężne szlaki handlowe rozciągały się od Wysp Brytyjskich do Mezopotamii. Fenicjanie, aby ułatwić dostawy i przechowywanie surowców i towarów budowali placówki handlowe i kolonie wokół całego Morza Śródziemnego. Jakiś czas po roku 1000 p.n.e. feniccy kupcy skolonizowali wyspy maltańskie, które były dogodnie położone w centrum Morza Śródziemnego, między Europą a Afryką Północną. Zamieszkiwali obszar znany obecnie jako Mdina i otaczające je miasto Rabat, które nazwali Maleth. Obszar ten znalazł się pod kontrolą Kartaginy po upadku Tyru w 332 roku p.n.e. Punickie wpływy przetrwały na wyspach maltańskich do wczesnej epoki rzymskiej, o czym świadczą słynne Cippi Melkarta z II wieku p.n.e., które odegrały kluczową rolę w rozszyfrowaniu języka fenickiego.

### Znane wraki statków fenickich
Na Morzu Śródziemnym znanych jest sześć wraków fenickich statków z okresu od VIII do VI wieku p.n.e. Dwa z nich znajdują się u wybrzeży Palestyny/Izraela, na głębokości ok. 400 m, trzy na płytkich wodach z widokiem na hiszpańskie wybrzeże i jeden we Francji.

## Lokalizacja i odkrycie
Wrak statku został odkryty w 2007 roku przez zespół francuskiej narodowej agencji badawczej ANR (Agence Nationale de la Recherche) podczas badania dna morskiego około 900 metrów od wybrzeży Xlendi na maltańskiej wyspie Gozo. Zespół wykrył anomalie sonarowe na głębokości 110 m, co skłoniło go do dalszych badań, które doprowadziły do odkrycia zatopionego fenickiego statku handlowego z dobrze zachowanym ładunkiem, datowanego na VII wiek p.n.e. Badania archeologiczne wraku koło Gozo to pierwsze morskie prace archeologiczne, które badają wrak statku na głębokości większej niż 100 metrów. Dalsze badania archeologiczne u wybrzeży wyspy zostały przeprowadzone w ramach projektu „GROPLAN” ANR we współpracy z Uniwersytetem Maltańskim i Texas A&M University.

## Opis
Wrak statku ma wymiary 12×5 m. Artefakty archeologiczne są zakopane pod osadami do głębokości 1,8 m. Pozostałości statku i jego górna warstwa ładunku leżą odsłonięte 1 metr ponad stosunkowo płaskim dnem morskim z gruboziarnistego piasku; są to żarna kamienne i naczynia ceramiczne używane do transportu wina, oliwy z oliwek i innych materiałów konsumpcyjnych. Kamienne żarna, używane do mielenia zbóż, były przechowywane na obu końcach statku; zostały one odkryte w nieskazitelnym stanie, co wskazuje, że nigdy nie były używane i były przeznaczone do sprzedaży. Badania wykazały, że zostały one wykonane ze skał wulkanicznych pochodzących z Pantellerii na Sycylii. Miejsce wraku jest bardzo dobrze zachowane, z wyjątkiem niewielkich uszkodzeń spowodowanych dennymi technikami połowów stosowanymi przez lokalnych rybaków.

## Ładunek i artefakty
Mapowanie cyfrowe i obrazowanie w wysokiej rozdzielczości miejsca i widocznych artefaktów zostało wykonane w 2014 roku przez międzynarodowy zespół naukowców. Badanie zostało przeprowadzone przy użyciu załogowego okrętu podwodnego, użytego w celu uzyskania fotogrametrycznego obrazu 3D, który pomógł zidentyfikować co najmniej siedem rodzajów naczyń ceramicznych. W latach 2016–2017 eksploracja wraku zaowocowała odzyskaniem 12 obiektów, w tym urn o unikalnym kształcie, które wydają się być wykonane na wyspie Gozo. Nurkowie nadzorowani przez specjalistę archeologii morskiej z Wydziału Klasyki i Archeologii Uniwersytetu Maltańskiego również odzyskali sześć nienaruszonych obiektów ceramicznych oraz liczne ceramiczne odłamki, wśród których były amfory tyrreńskie, typowe dla Włoch i zachodniej Sycylii.

### Trudności w odzyskiwaniu artefaktów
Wydobycie artefaktów z innych części statku okazało się trudne ze względu na głębokość, na której znajdował się wrak. Aby ułatwić wydobywanie znalezisk, zatopiono kotwicę, aby zacumować statek badawczy w pobliżu miejsca wraku. Doświadczeni nurkowie potrzebowali ośmiu minut, aby dotrzeć na miejsce, gdzie mogli pozostać nie dłużej niż 14 minut; wynurzenie obiektów zajmowało dodatkowe dwie i pół godziny.

## Ochrona
W czerwcu 2021 roku maltański minister dziedzictwa narodowego José Herrera omawiał możliwości podniesienia wraku z dna morza i wystawienia go w planowanym Muzeum Gozo lub innym samodzielnym muzeum. Inną opcją, o której dyskutował minister, jest pozostawienie statku na miejscu jako podwodnej atrakcji turystycznej.